# Gorka dinja
Gorka dinja (karela, lat. Momordica charantia), egzotična je tropska azijska biljka, ima izuzetno gorak ukus (odakle potiče ime voća). Površina ploda je veoma hrapava. Biljka ima duge rascepkane listove, žute cvetove, plodovi su izduženi, naborani i zeleni oblika sličnom krastavcu ili tikvici.

## Poreklo
Otkrivena je u Indiji, gde je sredinom 14. veka preneta u Kinu gde je počelo njeno gajenje. Pripada porodici Cucurbitaceae.

## Plod
Plod je u zrenju zelen, a kada sazre postane narandžasto-žut.Ovaj plod se smatra jednim od najgorčih plodova na svetu.Kada sazri dolazi do pucanja ploda i iz unutrašnjosti ploda ispada crveno semenje. .Plod je jestiv, obiluje mineralima i vitaminima.

## Lekovita svojstva
Za konzumiranje plod karele je najpogodniji dok je još zelen, jer tada sadrži najviše vitamina C, vitamina A, takođe fosfora i kalijuma. U 21. veku je počela da se koristi u laboratorijama koje se bave istraživanjima o suzbijanju karcinoma.
Gorka dinja sadrži glikoprotein i na taj način smanjuje koncentraciju nivoa šećera (glukoze) u krvi, koriste je osobe koje boluju od šećerne bolesti, kao i one osobe koje imaju povišen holesterol. Vitamin C utiče na jačanje imuniteta.
Gorka dinja ima antibakterijsko dejstvo, reguliše probavu, ubija parazite u crevima, pomaže pri zarastanju rana i opekotina. Najvažnije dejstvo je u uništavanju kancerogenih ćelija. Najnovija istraživanja su pokazala da karela deluje protiv ćelija raka jetre, prostate, želuca, dojke, debelog creva.
Ovu biljka je veoma štetna prilikom konzumiranja u trudnoći i tokom dojenja zbog gorčine ploda koja dovodi do toksičnosti mleka.

## Čaj
Čaj od listova karele koji se presuju i suše, takođe utiče na suzbijanje kancerogenog oboljenja, ali pomaže i kod gojaznosti. Koriste ga osobe koje se oporavljaju od hemoterapije i oni koje već duže vreme koriste antibiotike.Čaj je koristan u prevenciji i lečenju malarije.

## Gorka dinja u ishrani
Karela je veoma zastupljena u Indijskoj kuhinji gde se priprema na različite načine. Konzumira se kuvana, pečena i pržena na ulju, punjena belim lukom, a veoma često kao dodatak leblebijama. Zastupljena je i u kineskoj kuhinji, jer daje gorak ukus i obično se meša sa krompirom. Konzumiraju je vegetarijanci, pomešanu sa raznim povrćem. Od ove voćke se prave i gorki sosevi. Seme gorke dinje se stavlja u med, što ima mnogobrojna lekovita svojstva.

## Uzgoj i sadnja
Ova biljka raste u zemljana jugoistočne Azije, najviše u Indiji i Kini. Karela se gaji i namenski za potrebe svetskog tržišta. Uspeva u toplim i vlažnim mestima sa dosta svetlosti. U državama umerenog pojasa, ova biljka se uzgaja iz semena. Obično se sadi oko nekog drugog nižeg drveta ili vinove loze pošto se grane karele obavijaju oko druge biljke ili predmeta. Odgovara joj plodno zemljište humus.

## Literatura
- Veličković M., "Opšte voćarstvo", Beograd, 2014.
- Vulić T., Oparnica Č., Djordjević M., "Voćarstvo", Beograd, 2011.

## Spoljašnje veze
- Zdrava Srbija
- Travari Srbije

- Momordica charantia in West African plants – A Photo Guide.